# 알프소프트
알프소프트(영어: Alpsoft Inc.)는 대한민국의 판교에 위치한 블록체인&핀테크 플랫폼 전문 개발사이다. 대표 솔루션 제품인 암호화폐가격 추적, 거래량 시총 등의 데이터를 받아 볼 수 있는 서비스 크립토스팟, 암호화폐 거래소 매칭엔진(Matching Engine) "A20", 탈중앙화 거래소(Dex) 솔루션 "D20", 이더리움 및 솔라나 기반의 NFT 거래소(NFTex) 솔루션 "T20", 탈중앙화 지갑(crypto wallet) 솔루션 "E20", 블록체인기반 송금솔루션 "B20", 블록체인기반 통합 SSH 클라이언트 스퀴드쉘 "SquidShell", 비수탁형 Sui(수이) 코인 지갑을 서비스하고 있다.

## 주요 서비스
- 블록체인기반 통합 SSH 플랫폼 스퀴드쉘 "Squid shell"
- 비수탁형 Sui(수이) 코인 지갑
- 암호화폐 거래소 매칭엔진(Exchange Matching Engine) 솔루션 "A20"
- 탈중앙화 거래소(Dex) 솔루션 "D20"
- NFT 거래소 솔루션 (NFT Exchange) "T20"
- 탈중앙화 지갑 솔루션 (Crypto wallet) "E20"
- 블록체인 기반 송금 솔루션 "B20"
- NFT스테이킹&암호화폐 SWAP솔루션 "domainswap.app"